# Lex Luthor
Pour le personnage de la série télévisée Smallville, voir Lex Luthor (Smallville).
 (juillet 2022).
Si vous disposez d'ouvrages ou d'articles de référence ou si vous connaissez des sites web de qualité traitant du thème abordé ici, merci de compléter l'article en donnant les références utiles à sa vérifiabilité et en les liant à la section « Notes et références ».
Alexander Joseph « Lex » Luthor est un personnage de fiction de l’Univers DC. Il est l'ennemi juré de Superman.

## Biographie fictive
Alexander Joseph « Lex » Luthor est le plus grand ennemi de Superman. N'étant pas doté de super-pouvoirs, il utilise son intelligence, sa culture, son ego surdimensionné et son argent pour monter des pièges perfectionnés. Lors de la crise de No Man's Land, Lex Luthor essaie de s'approprier illégalement les propriétés de Gotham City. Son plan échoue grâce à Bruce Wayne et Lucius Fox. Lorsque Luthor devient le président des États-Unis, il conçoit un plan pour que Bruce Wayne soit accusé de meurtre. Il finit par perdre son poste présidentiel après que Batman et Superman révèlent ses activités criminelles.

### Versions avant la refonte de DC comics
Avant la refonte de l'univers comics de DC au cours du crossover Crisis on Infinite Earths, il existait plusieurs versions de Lex Luthor.

#### Âge d'or
Le Lex Luthor original, alors prénommé Alexei Luthor, apparait dans (Action Comics #23, 1940). C'est un savant fou européen qui sème la terreur et désire vaincre Superman. À la fin des années 1960, les scénaristes décident que cette version du personnage est celle de Terre-II (un monde appartenant à un univers parallèle où se sont déroulées les premières aventures de Superman avant que la série évolue sous sa forme d'alors). Contrairement à son alter ego de Terre-I, il a rencontré Superman à l'âge adulte et n'a jamais perdu ses cheveux roux. Il meurt assassiné par Brainiac dans Crisis on Infinite Earths #9.

#### Version classique
Le personnage évolue. D'abord, un an plus tard, un scénariste le décrit comme étant chauve et il se met à ressembler à un savant criminel appelé l'Ultra-Humanité. Puis, à la fin de 1962, dans une histoire devant révéler les origines de la haine entre Lex Luthor et Superman, on apprend que Lex était un adolescent du même âge que Clark Kent, et que tous deux devinrent meilleurs amis quand Lex déménagea à Smallville. Clark Kent construisit un laboratoire complètement équipé pour Lex afin que ce dernier y réalise ses expériences, tandis que celui-ci cherchait une solution à la vulnérabilité de Clark à la kryptonite. Cependant, quand un incendie dans le laboratoire de Lex força Clark à détruire une importante expérience destinée à lui sauver la vie, les produits chimiques causèrent la chute des cheveux de Lex.
Il tient Clark pour responsable de la destruction de ses expériences et de la perte de ses cheveux, l’accusant d’être jaloux de son talent, et jura de prouver au monde qu’il était supérieur à Clark. Pour cela il mit au point des inventions ayant pour objet d’améliorer la qualité de vie des habitants de Smallville. Malheureusement chaque invention produisit des effets néfastes nécessitant l’intervention de Clark. Cette série de revers, combinée avec le précédent accident au laboratoire, eurent pour conséquence de déterminer Lex à dédier sa vie à détruire Clark. Dès lors, Lex et Clark furent ennemis jurés. Plus tard, en 1983, il acquiert une armure de combat spéciale. Ces éléments définissent le Lex Luthor de Terre-I, la Terre principale où se déroulent les aventures des personnages de DC tels qu'ils étaient publiés dans les années 1960.
C'est dans cette version que l'on peut notamment voir Clark Kent en tant que Superboy à Smallville. Cette version de l'histoire sera finalement effacée pour une version plus humaine du personnage.

#### Terre-III
La version de Lex Luthor de l'univers Terre-III est le scientifique Alexander Luthor Sr. Sur cette Terre où les doubles des super-héros sont des super-vilains (regroupés au sein du Syndicat du Crime), Lex Luthor est le seul héros qui s'oppose à eux. Dans Crisis on Infinite Earths #1, il mourra avec Lois Lane, la femme de sa vie, et le reste de son univers disparaîtra à cause d'une vague d'antimatière. Il sauvera cependant leur fils, Alexander Luthor Jr., en l'expédiant sur Terre-I où il sera recueilli par le Monitor.

#### Rencontre
Les trois Luthor se rencontreront dans DC Comics Presents Annual #1 en 1982 ("Crisis on Three Earths"). Le Luthor de Terre-II s'y montrera plus impitoyable que celui de Terre-I car prêt à détruire deux terres pour atteindre ses buts. C'est à cette occasion qu'Alexander Luthor décidera de devenir un héros.

### Réécriture du personnage
La nouvelle version, écrite par John Byrne dans la mini-série refondatrice de 1986, Superman: The Man of Steel, fait de lui un homme d'affaires puissant, dirigeant LexCorp, qui considère Superman comme un rival dans la domination de Metropolis. Plus généralement, il considère que l'existence des méta-humains, « héros autoproclamés », ridiculise les réalisations humaines et sont un danger pour l'humanité.
Il est né à Suicide Slum un quartier mal famé de Metropolis dans une famille pauvre. Son père était cruel et abusait de sa mère. Il n'avait qu'un seul ami Perry White qui l'encouragea à poursuivre ses rêves. Alors qu'il avait treize ans, ses parents décédèrent dans un accident de voiture et il toucha l'argent de leur assurance-vie. En attendant sa majorité, il sera placé dans une famille d'accueil, les Foster qui seront encore pires que ses parents biologiques. Chez eux, il trouvera son vrai amour, Lena, qui l'aimait aussi. Les parents de Lena la poussèrent à manipuler Lex, mais elle refusa et ils la battirent à mort sous les yeux de Lex. Ceci déterminera à jamais ce que deviendra Lex, d'ailleurs il nommera sa fille Lena en son honneur. Plus tard, une biographie non autorisée accusera Lex d'avoir tué ses parents mais cela sera démenti.
Dans les comics, on apprend que toute la pègre et l'intergang de Metropolis sont sous sa direction.
On voit dans les différentes images de Metropolis que toutes les infrastructures high-tech de Metropolis portent le logo de la Lexcorp. Son premier succès qui le rendit millionnaire avant ses 20 ans fut l'invention d'un puissant moteur-fusée.
Dans cette version, Lex a des cheveux et est atteint de calvitie tout comme son père.
À l'arrivée de Superman, Lex était l'homme le plus aimé en ville car il permettait à celle-ci d'être l'une des plus avancées technologiquement. On l'appelait même « la ville de demain ». Les deux personnages se rencontrèrent pour la première fois peu après que Superman a empêché d'exploser une fusée lancée par la Lexcorp. Voulant rabaisser Superman, Lex envoya un robot attaquer son yacht durant l'une de ses fêtes et lui proposa aussi de venir travailler pour lui, ce qu'il refusa. Lex se sentant insulté, et ne supportant pas que quelqu'un lui soit supérieur, commença à vraiment vouloir s'en prendre à Superman.
Sa haine de Superman s'est étendue à la Justice League, qu'il considère comme l'armée privée de Superman. Pour l'anéantir, il a formé plusieurs Injustice Gang.
Pendant longtemps, Luthor a porté un anneau de kryptonite pour éloigner Superman de lui. L'exposition à long terme à la kryptonite engendra le développement d'un cancer. Cela l'obligea à se faire amputer, puis à transplanter son cerveau dans le corps d'un clone. Il simula sa mort et se fit passer pour son fils Alexander Luthor avant de reprendre son identité originelle.
Il finira par devenir président des États-Unis d'Amérique en 2000.
Dans le premier arc de la série Superman/Batman, il essaiera de discréditer Superman en arguant de l'existence d'une météorite géante de kryptonite qui se dirige vers la Terre. Il finira par se droguer avec un mélange de kryptonite et du « venin » de Bane et revêtir une armure semblable à celle d'avant Crisis pour combattre Superman. À la suite d'une expédition par un tunnel boom, il est porté disparu. Il réapparaitra avec Brainiac et poussera son fils Superboy à l'aide d'un programme préinstallé à attaquer les Teen Titans. Superboy quittera ensuite les Teen Titans.
Les origines de la relation entre Clark Kent et Lex Luthor ont été revisitées dans la mini-série Superman: Birthright de Mark Waid (scénario) et Francis Leinil Yu (dessins), qui fait remonter leur relation à leur adolescence à Smallville avec des éléments de la série télévisée et du Lex Luthor de Terre-I d'avant Crisis. Cette version n'est due qu'au succès de la série Smallville.
Dans Justice League: Crisis on Two Earths , La Ligue des justiciers : Dieux et Monstres et La Ligue des justiciers : Le Paradoxe Flashpoint, il est un homologue gentil.
Dans Batman v Superman : L'Aube de la justice de Zack Snyder, c'est un jeune chef d'entreprise manipulateur et excentrique. À la suite d'une enfance passée avec un père violent et toxique, il est convaincu que la bonté n'existe pas et que les hommes sont inévitablement mauvais. Des années plus tard, alors que Superman révèle son existence pour sauver le monde dans Man of Steel, il devient obnubilé par ce dernier. En effet, le Kryptonien l'intéresse car il représente tous les idéaux qu'il refuse de croire. Dans son obsession, il se met en tête d'anéantir cette figure d'espoir pour prouver que l'humanité est pourrie et qu'elle ne mérite pas d'être sauvée. Après de longues enquêtes, il découvre avec succès l'identité secrète de Batman, le justicier masqué de Gotham puis celle de Superman. Il engage un trafiquant d'êtres humains, Anatoly Knyazev pour une mission en Afrique. En parallèle, il demande une autorisation au Sénat américain pour créer une arme dissuasive contre les méta-humains à partir d'une pierre extraterrestre : la Kryptonite. En vérité, il veut s'en servir à des fins personnelles pour éliminer froidement Superman. Cependant, plusieurs membres du gouvernement, notamment la sénatrice June Finch s'opposent à cette requête. En dépit de ce refus, il reçoit l'accès au vaisseau kryptonien et à la dépouille du général Zod avec laquelle il pratique de multiples expériences. ll se rapproche donc d'un ancien employé de Wayne Enterprises, victime collatérale de la bataille de Métropolis et profite de son désespoir pour le faire témoigner contre Superman au Capitole. En dissimilant des explosifs dans son fauteuil roulant, il provoque à son insu un attentat dans le bâtiment pour se venger de tous les sénateurs qui avaient refusé son offre. Tandis que les autorités suspectent Superman comme responsable de cet acte terroriste, il orchestre l'enlèvement de Lois Lane et Martha Kent. Dès lors qu'il reçoit la journaliste, il la pousse du haut d'un gratte-ciel pour attirer Superman. Une fois face à face, il lui révèle son plan et lui ordonne de lui rapporter la tête de Batman sous peine de faire exécuter sa mère adoptive, Martha Kent. S'apercevant que le Kryptonien a survécu à sa confrontation contre l'homme chauve-souris et qu'il n'a plus aucun moyen de pression puisque Martha a été délivrée, il tire sa dernière carte. De son côté, Luthor est retrouvé par les forces spéciales dans le vaisseau kryptonien. Il est jugé fou et placé en prison. Cependant, il reçoit la visite de Batman qui le prévient qu'il sera transféré à l'Asile d'Arkham pour tous ses méfaits. Il lui retorque que la mort de Superman sera lourde de conséquences et que le moment venu, une menace envahira la planète.
Dans Zack Snyder's Justice League, la version originale du film Justice League, il s'évade de l'Asile d'Arkham et invite Deathstroke sur son yacht. Pour se venger de son incarcération, il lui divulgue l'identité secrète de Batman : Bruce Wayne.

## Capacités et équipement
Étant un simple être humain, Lex Luthor n'est pas doté de super-pouvoirs, mais possède une intelligence de niveau 9, l'une des plus élevées de la Terre. C'est aussi un grand manipulateur et excellent calculateur.
Cependant, au fil du temps et grâce à son intelligence, Lex Luthor finit par réussir à créer une armure de combat high-tech et peut enfin affronter personnellement Superman à de nombreuses reprises. L'armure de Lex Luthor, extrêmement résistante aux balles, lui confère une force et une endurance surhumaine. Ses gantelets, munis de kryptonite, peuvent projeter de puissantes rafales d'énergie et ses bottes à réaction lui permettent de voler.

## La fin de Lex Luthor
Comme nous avons pu voir dans « L'âge d'or », il est dit que Lex Luthor meurt assassiné par Brainiac dans Crisis on Infinite Earths #9. Mais bien entendu il existe plusieurs théories sur sa mort. En 2014 Giancarlo Volpe a sorti un film d'animation où nous pouvons voir Lex Luthor congelé depuis près de 1000 ans et qui sert d’œuvre d'art dans un musée... Référence dans Animation.

## Publications
En 2005, DC a publié la mini-série Lex Luthor: Man of Steel scénarisée par Brian Azzarello et dessinée par Lee Bermejo.

## Apparition dans d'autres médias

### Films
- Superman, Superman 2 & Superman 4 interprété par Gene Hackman[1] (VF: Francis Lax (Superman I et II), Pierre Laurent (Superman I version longue) et Claude Joseph (Superman IV)
- Superman Returns (2006) interprété par Kevin Spacey (VF: Gabriel Le Doze)
- Batman v Superman : Dawn of Justice, Justice League & Zack Snyder's Justice League interprété par Jesse Eisenberg (VF: Donald Reignoux)
- Superman de James Gunn interprété par Nicholas Hoult[2]

#### Films d'animation
- Superman: Brainiac Attacks (Curt Geda, 2006) avec Powers Boothe (VF : Paul Borne)
- Superman : Le Crépuscule d'un dieu (Lauren Montgomery, Bruce Timm et Brandon Vietti, 2007) avec James Marsters (VF : Paul Borne)
- La Ligue des justiciers : Nouvelle Frontière (Justice League: The New Frontier, Dave Bullock, 2008) (caméo)
- Superman/Batman : Ennemis publics (Superman/Batman: Public Enemies, Sam Liu, 2009) produit par Bruce Timm avec Clancy Brown (VF : Marc Alfos)
- La Ligue des justiciers : Conflit sur les deux Terres (Justice League: Crisis on Two Earths, Lauren Montgomery et Sam Liu, 2010) avec Chris Noth (VF : Paul Borne)
- All-Star Superman (Sam Liu, 2011) avec Anthony LaPaglia (VF : Marc Alfos)
- Lego Batman, le film : Unité des super héros (Lego Batman : The Movie - DC Super Heroes Unite, Jon Burton, 2013) avec Clancy Brown (VF : Paul Borne)
- La Ligue des justiciers : Le Paradoxe Flashpoint (Justice League: The Flashpoint Paradox, Jay Oliva, 2013) avec Steven Blum (VF : Paul Borne)
- Les Aventures de la Ligue des justiciers : Piège temporel (JLA Adventures: Trapped in Time, Giancarlo Volpe, 2014) avec Fred Tatasciore (VF : Paul Borne)
- La Ligue des justiciers : Le Trône de l'Atlantide (Justice League: Throne of Atlantis, Ethan Spaulding, 2015) avec Steven Blum (VF : Michel Vigné)
- La Ligue des justiciers : Dieux et Monstres (Justice League: Gods and Monsters, Sam Liu, 2015) avec Clancy Brown (VF : Paul Borne)
- La Ligue des justiciers vs. les Teen Titans (Justice League vs. Teen Titans, Sam Liu, 2016) avec Steven Blum (VF : Paul Borne)
- La Mort de Superman (The Death of Superman, Jake Castorena et Sam Liu, 2018) avec Rainn Wilson (VF : Paul Borne)
- Teen Titans Go! Le film (Teen Titans Go! To the Movies, Aaron Horvath et Peter Rida Michail, 2018) (caméo)
- Le Règne des Supermen (Reign of the Supermen, Sam Liu, 2019) avec Rainn Wilson (VF : Paul Borne)
- Batman : Silence (Batman: Hush, Justin Copeland, 2019) avec Rainn Wilson (VF : Paul Borne)
- La Grande Aventure Lego 2 (The Lego Movie 2: The Second Part, Mike Mitchell et Trisha Gum, 2019) avec Ike Barinholtz (VF : Donald Reignoux)
- Justice League Dark: Apokolips War (Matt Peters et Christina Sotta, 2020) avec Rainn Wilson (VF : Paul Borne)
- Superman: Red Son (Sam Liu, 2020) avec Diedrich Bader (VF : Paul Borne)
- Superman : L'Homme de demain (Superman: Man of Tomorrow, Chris Palmer, 2020) avec Zachary Quinto
- Krypto et les Super-Animaux (2022) avec Marc Maron (VF: Denis Brogniart)[3]
- 2023 : Scooby Doo! et Krypto aussi ! (Scooby-Doo! and Krypto too !) de Cecilia Aranovich, (initialement prévu puis annulé pour cause de restriction budgétaire, il fuite quand même dans sa version finale entièrement sur internet et sort finalement en octobre 2023)

### Télévision
- Loïs et Clark, les nouvelles aventures de Superman : Lex Luthor est interprété par John Shea (VF: Michel Papineschi)
- Smallville : Lex Luthor est interprété par Michael Rosenbaum (VF : Damien Ferrette)
- Supergirl : Lex Luthor est interprété par Jon Cryer (VF : Lionel Tua) dans la série télévisée Supergirl et dans les autres séries de l'Arrowverse (Batwoman, Flash, Arrow, Legends of Tomorrow)
- DC Titans : Lex Luthor est interprété par Titus Welliver (VF : Serge Biavan)
- Superman et Loïs : Lex Luthor est interprété par Michael Cudlitz

#### Série d'animation
- Le Plein de super (Super Friends, 1973-1985)
- La Légende des super-héros (Legion of Super Heroes, 2006-2008)
- Superman, l'Ange de Metropolis (Superman, Alan Burnett, Paul Dini, Bruce Timm, 1996-2000) avec Clancy Brown (VF : Alain Dorval).
- La Ligue des justiciers (Justice League puis Justice League Unlimited, 91 épisodes, Paul Dini, Bruce Timm, 2001-2006) avec Clancy Brown (VF : Jean-Bernard Guillard).
- Batman (The Batman, Duane Capizzi, Michael Goguen, 2004-2008) avec Clancy Brown (VF : Bruno Dubernat).
- Krypto le superchien (Krypto the Superdog, 2005-2006) avec Brian Dobson (VF : Jean-Claude Donda)[4]
- American Dad! saison 4, épisode 14 Bar Mitzvah Shuffle, font référence à un Lex Luthor fan club.
- Batman : L'Alliance des héros (Batman: The Brave and the Bold, James Tucker, 2008-2011) avec Kevin Michael Richardson (VF : Marc Alfos).
- La Ligue des Justiciers : Nouvelle Génération (Young Justice, Greg Weisman, Brandon Vietti, 2010-) avec Mark Rolston (VF : Marc Alfos puis Paul Borne)
- DC Super Friends
- Justice League Action (2016-2018) avec James Woods (VF : Paul Borne)
- Harley Quinn (Justin Halpern, Patrick Schumacker et Dean Lorey, 2019-) avec Giancarlo Esposito (VF : Laurent Vernin)[5]

### Jeux vidéo
- Superman.
- Mortal Kombat vs. DC Universe, jeu vidéo dans lequel Lex Luthor est un personnage jouable et dans lequel il s'alliera à Superman, Batman, Le Joker et d'autres héros ou méchants de l'Univers DC face aux combattants de Mortal Kombat (VF : Pierre Dourlens).
- Lex Luthor apparaît dans le jeu vidéo Superman: Shadow of Apokolips.
- Lex Luthor fait partie des "Mentors" Anti-Héros de DC Universe Online, il y joue d'ailleurs un rôle primordial puisque ses actions permettront aux joueurs d'incarner des Héros/Super-Héros.
- Lego Batman 2: DC Super Heroes C'est un des deux vilains principaux du jeu avec Le Joker.
- Lego Batman 3 : Au-delà de Gotham : C'est un antagoniste, puis un allié et personnage jouable quand Brainiac menace la Terre.
- Injustice : Les dieux sont parmi nous. : Dans la version du jeu, il apparaît parmi les méchants mais dans le mode histoire, il apparaît comme un héros et membre des "Insurgés" (un groupe de rebelles dirigé par Batman ayant pour but de renverser le régime de Superman). Il n'apparaît pas dans la suite Injustice 2.
- Lego Dimensions : Il apparaît en tant que boss ayant rejoint Lord Vortech, il est affronté dans l'univers de Ninjago durant l'histoire principale.
- Lego DC Super-Vilain: Il est le chef de la ligue d'injustice. Il s'évadera au début du jeu grâce au Joker et au personnage de joueur. Et combattera le syndicat du crime. Dans la fin "Super-vilain" du jeu, il est destitué de son rôle de chef à la suite de sa trahison, avant que le Joker ne suggère que le nouveau (le personnage du joueur) devienne le nouveau chef.